# Datel okinawský
Datel okinawský (Dendrocopos noguchii) je kriticky ohrožený druh ptáka z čeledi datlovití (Picidae).

## Popis
Datel okinawský dosahuje velikosti 31 až 35 cm. Jde o celkem statného, černě zabarveného ptáka, s načervenalým nádechem na hrudi a svrchní straně hřbetu a sytě rudým břichem i okolím kloaky. Peří na křídlech a ocase je černohnědé, s několika bílými skvrnkami na letkách křídel. U druhu se objevuje pohlavní dimorfismus; samec je celkově světlejší než samice a vyznačuje se červeným temenem a zátylkem, zatímco samice mají tyto partie hlavy hnědé. Oči jsou tmavě červenohnědé, zobák spíše šedavý.

## Biologie
Datel okinawský se endemitně vyskytuje na severu japonského ostrova Okinawa v souostroví Rjúkjú. Je druhem starších subtropických listnatých lesů, potravu sbírá jak na zemi, tak ve stromovém baldachýnu. Konzumuje různé brouky, pavouky, stonožky a jiné bezobratlé, které vyhledává ve ztrouchnivělém dřevě typickým „bubnováním“ pomocí zobáku. Přiživuje se však rovněž plody, bobulemi i semeny. Datel okinawský je velmi hlučný pták, který se celoročně ozývá různými dlouhými nepravidelnými jasnými pískavými tóny, například ostrým „kwe, kwe, kwe“ nebo šlehavým „pwip, pwip“. Hnízdění, resp. kladení vajíček připadá na dobu od konce února do května. Dospělý pár si hnízdo o průměru asi 20 cm vyhloubí ve starém stromě, následně ho může využívat i opakovaně po dobu několika let. Na jednu snůšku připadají 1 až 3 mláďata. Nedospělé (juvenilní) ptáky lze od dospělců odlišit na základě šedivějšího a celkově matnějšího opeření.

## Ohrožení
Mezinárodní svaz ochrany přírody (IUCN) hodnotí datla okinawského jako kriticky ohrožený druh. Za hlavní hrozby považuje především odlesňování a vliv zavlečených predátorů; protože si datel často shání potravu na zemi, stává se vůči predaci velmi náchylný. Již ve 30. letech 20. století byl tento druh považován za téměř vyhynulý, na počátku 90. let 20. století hnízdní populace dle odhadů činila asi 75 ptáků (celková populace pak 146–584 ptáků). Navzdory zákonné ochraně ptáka i části stanovišť, v nichž se vyskytuje, je budoucnost datla okinawského nejistá. Kvůli malému areálu výskytu a nepočetné populaci zůstává druh rovněž náchylný k náhodnému vyhynutí, např. v důsledku nějaké epidemie či neočekávané přírodní katastrofy.